# География Чехии
Че́хия — внутреннее государство в Центральной Европе.
Координаты: 49°45′ с. ш. 15°30′ в. д..
Координаты крайних точек:
- северная: 51º 03′ 33″ СШ
- южная: 48º 33′ 09″ СШ
- западная: 12º 05′ 33″ ВД
- восточная: 18º 51′ 40″ ВД

Территория Чехии составляет 78 866 км² (в том числе 77 276 км² земной поверхности и 1 590 км² водной).
Общая протяжённость границы — 2 326,8 км. Граничит с Польшей (длина границы 796 км) на севере, Германией на северо-западе и западе (длина границы — 815 км), Австрией на юге (длина границы 466 км) и Словакией на востоке (длина границы 251,7 км).
Выступы: Ашский выступ, Фридлантский выступ, Шлукновский выступ, Броумовский выступ, Яворницкий выступ, Особлажский выступ и Бржецлавский выступ (Дыйский треугольник).
Чешский ландшафт весьма разнообразен. Западная часть (Богемия) лежит в бассейнах рек Лабы (Эльбы) и Влтавы (Молдау), окружённых в основном низкими горами (Судеты и их часть — Крконоши), где находится высочайшая точка страны — гора Снежка высотой 1 602 м.
Моравия, восточная часть, также достаточно холмиста и в основном лежит в бассейне реки Морава (Марх), а также содержит источник реки Одры (Одер).
Реки из не имеющей выхода к морю Чехии текут в три моря: в Северное, Балтийское и Чёрное.

## Климат
Климат умеренный с тёплым летом и прохладной, пасмурной, влажной зимой, определяется смешением морского и континентального влияния. Летом средняя температура воздуха +16…+20 °C, зимой 0…−3 °C, в горах температура воздуха значительно ниже.